# ياكوبا علي
ياكوبا علي (بالفرنسية: Yacouba Ali)‏ (6 أبريل 1992 النيجر - ) هو لاعب كرة قدم نيجري، يلعب كلاعب وسط، شارك في كأس الأمم الأفريقية 2012.

## روابط خارجية
- ياكوبا علي على موقع قاعدة بيانات كرة القدم.إي يو (الإنجليزية)
- ياكوبا علي على موقع ناشيونال فوتبول تيمز (الإنجليزية)
- ياكوبا علي على موقع Soccerway.com (الإنجليزية)